# Juice Wrld
Jarad Anthony Higgins (Chicago, 2 de desembre de 1998 - Oak Lawn, Illinois, 8 de desembre de 2019), més conegut pel seu nom artístic Juice WRLD, va ser un raper, cantant i compositor estatsunidenc. Es va fer conegut per cançons com All Girls Are the Same, Lucid Dreams, Lean wit Me, Robbery, Righteous, Godzilla i Come & Go.

## Primers anys
La mare de Higgins era molt conservadora, i no deixava que Higgins escoltés hip-hop, encara que sí que permetia que escoltés cançons de rock i pop. L'interès de Higgins per aprendre a tocar instruments va començar als quatre anys, inspirant-se en la seva mare, qui va pagar-li lliçons de piano, seguides de guitarra i bateria.

## Defunció
Higgins anava a bord d'un avió privat que volava des de l'aeroport Van Nuys a Los Angeles cap al Midway, de Chicago. El pilot havia alertat a les autoritats que el cantant viatjava amb armes i drogues, motiu pel qual hi havia agents federals esperant l'aterratge per procedir a escorcollar l'avió i els passatgers. Juice Wrld, qui havia declarat en diverses ocasions que era consumidor de substàncies il·legals, va ingerir diverses “pildores desconegudes” per evitar que fossin decomissades. Durant l'escorcoll, el cantant va patir convulsions i va ser traslladat al Centre Mèdic Advocate Christ d'Oak Lawn, on fou declarat mort. L'autòpsia revelà que la causa de la mort va ser la ingesta de diverses pastilles de Percocet (oxicodona). La policia va revelar més tard que van trobar tres pistoles i 32 kg de marihuana a l'avió.

## Estil musical
L'estil musical de Higgins son de tots gèneres, van des del rock al rap. Higgins va declarar que les seves majors influències són els rapers Chief Keef, Travis Scott, Kanye West i el cantant de rock britànic Billy Idol. La música de Higgins ha estat qualificada com a influenciada per l'emo i rock.